# Dragon Slayer (låt)
Dragon Slayer är en låt av det amerikanska komedibandet Ninja Sex Party släppt som deras sjunde singel 21 februari 2014. Låten var senare med på deras tredje studioalbum Attitude City släppt 17 juli 2015. 
"Dragon Slayer" nådde nummer 17 på US Comedy Digital Tracks.